# Jean-Baptiste Silva
Pour les articles homonymes, voir Silva.
Jean-Baptiste Silva, né le 13 janvier 1682 à Bordeaux et mort le 19 août 1742 à Paris, est un médecin français.

## Biographie
Membre d’une famille d’apothicaires d’origine juive espagnole, et réfugiée depuis le XVe siècle à Bordeaux, où ils s’installèrent et officièrent par lettres patentes, Jean-Baptiste Silva est le fils de François Silva, médecin bordelais, et de Catherine Salazar. Sa sœur sera mariée à Nicolas Dinematin-Dorat. Il épousera Marie Madeleine Prévost, fille de François Prévost, procureur au châtelet de Paris, et d'Henriette Lefouin.
Jean-Baptiste Silva est probablement l’une des figures marquantes, « un de ces médecins que Molière n’eût pu ni osé rendre ridicules » selon les mots de Voltaire qui le pratiquait.
Il a étudié la médecine à la faculté de Montpellier et fut reçu docteur en 1701, puis en 1712 à Paris, où son confrère, Pierre Chirac, le fit connaître à la cour du régent Philippe d'Orléans. 
Ayant été appelé à donner son avis sur la maladie de Louis XV en 1721, il préconisa une saignée du pied qui réussit. Grâce à ce succès, il acquit une grande réputation et n’eut pas de peine à obtenir l’agrément de ce prince, en 1724, pour la place de médecin consultant, vacante par la démission de M. Boudin. On lui doit à cette occasion, un Traité de l'usage des différentes sortes de saignées, principalement de celles du pied (1727), resté célèbre. Dès lors, la fortune lui sourit jusqu'à sa mort. Il devint médecin fort à la mode, surtout auprès des dames :
« Malade et dans un lit de douleur accablé,

Par l'éloquent Silva vous êtes consolé ;

Il sait l'art de guérir autant que l'art de plaire ».
Son nom passa bientôt dans les pays étrangers. Il fit le voyage de Munich pour l’électeur Charles-Albert, futur empereur. En 1738, la czarine Anne lui fit proposer la place de son premier médecin avec des avantages considérables, mais il ne voulut pas abandonner le pays à qui il devait sa naissance, sa réputation, sa fortune et les honneurs, car Louis XV lui accorda, en la même année 1738, des lettres de noblesse pour lui et sa postérité. À sa mort, il était premier médecin de Louis-Henri de Bourbon, prince de Condé. Ses théories ont néanmoins été réfutées par plusieurs autres médecins. Un des opposants, le médecin de province François Quesnay, sortit de l'obscurité grâce à sa publication critique, malgré l'opposition des amis de Silva, entre autres le censeur royal, Burette.

## Iconographie
Le portrait de Jean-Baptiste Silva a été peint par Hyacinthe Rigaud en 1741 contre 600 livres, payés par Louis de Boullogne. Deux versions sont connues : la première, anciennement à la Faculté de Paris a brulé dans un incendie. La seconde, anciennement dans la collection de M. le comte de Seckendorff à Berlin avant 1940, est connue par le catalogue de l'exposition qui s’est tenue à Berlin en 1910 (no 117).
Une très belle gravure en fut notamment réalisée en 1742 par Georg Friedrich Schmidt, puis par Étienne Ficquet vers 1765, par Gilles Edme Petit (d) et par Johann Martin Bernigeroth (de) sans date.
Il se peut qu’Antoine Forqueray ou son fils Jean-Baptiste Forqueray aient donné son nom à une pièce de musique pour viole, la Sylva (Ve suite).